# Wupsi
Die Wupsi GmbH (Eigenschreibweise wupsi), bis zum Jahr 2016 Kraftverkehr Wupper-Sieg AG (KWS), ist ein kommunales Nahverkehrsunternehmen mit Sitz in Leverkusen. Es betreibt den größten Teil des Linienbusverkehrs in Leverkusen und viele Linien im Rheinisch-Bergischen-Kreis.
Mit konzernweit ca. 600 Mitarbeitern bei der Wupsi und ihrer Tochtergesellschaft HBB zählt das Unternehmen zu den größeren Arbeitgebern der Region.
Eigentümer der Wupsi GmbH sind zu gleichen Teilen die Stadt Leverkusen und der Rheinisch-Bergische Kreis.

## Geschichte

Altes Logo der KWS/Wupsi (bis 2008)

Nachdem sich Pläne zum Bau einer Eisenbahnstrecke endgültig zerschlagen hatten, fasste der Kreistag des ehemaligen Kreises Wipperfürth am 3. März 1924 den Beschluss zur Gründung eines eigenen Busunternehmens, um die Verkehrserschließung der bergischen Region durch Omnibusse voranzutreiben. Der Sitz des neu gegründeten Unternehmens Kreiskraftverkehr Wupper-Sieg GmbH lag in der Kreisstadt Wipperfürth. Am 2. Juni 1924 nahm die erste Buslinie auf der Strecke Wipperfürth – Lindlar – Engelskirchen – Kürten den Betrieb auf. Am 10. Januar 1925 startete die erste überregionale Schnellbuslinie des Bergischen Landes, die Lüdenscheid und Köln miteinander verband.
Nach der Umwandlung in eine Aktiengesellschaft am 3. Januar 1929 expandierte die Kraftverkehr Wupper-Sieg AG (KWS) zunehmend in Richtung Südwesten. 1930 wurde die erste Betriebsstelle in Bergisch Gladbach gegründet, 1937 eröffnete ein Verkehrsbüro in Köln. 1938 erwarb die KWS das private Busunternehmen Autobus-Verkehr-Leverkusen E. Schwan. Ab dem 2. November des Jahres übernahm die KWS im Rahmen eines kommunalen Festaktes offiziell den Linienverkehr der Stadt Leverkusen. Zeitgleich wurde Leverkusen Miteigentümer des Unternehmens. Die territoriale Expansion war damit im Großen und Ganzen abgeschlossen.
Die Kriegsjahre bedeuteten eine Zäsur in der Unternehmensentwicklung, da die KWS in großem Umfang Personal und Fahrzeuge zu Kriegszwecken abstellen musste. Bei Kriegsende war „alles bewegliche Vermögen an Wagen, Ersatzteilen und technischen Ausrüstungen verschwunden“.

### Nach dem Zweiten Weltkrieg
Die KWS profitierte vom Mangel an motorisiertem Individualverkehr und von der Devise, den öffentlichen Linienverkehr bevorzugt wieder aufzubauen. Am 18. Juni 1945 waren die ersten Busse wieder fahrbereit und nahmen den Betrieb auf.
Die vom NRW-Landtag beschlossene Gebietsreform löste den Rhein-Wupper-Kreis als bisherigen Miteigentümer der KWS AG auf und legte die Grenzen des Rheinisch-Bergischen Kreises neu fest. Bestrebungen, die KWS und die Oberbergische Verkehrsgesellschaft (OVAG) zu fusionieren, scheiterten. Daraufhin wurde der Teil des KWS-Verkehrsnetzes, der in den Grenzen des neuen Oberbergischen Kreises lag, an die OVAG übertragen. 1975 erfolgte die Aufteilung des Aktienkapitals der KWS AG zu je 50 Prozent auf die Stadt Leverkusen und den Rheinisch-Bergischen Kreis als verbleibende Eigentümer. Auf Beschluss des Aufsichtsrates wurde der Unternehmenssitz und die Zentrale des Unternehmens nach Leverkusen verlagert. Am 19. März 1979 erfolgte der Umzug der Verwaltung an den neuen Standort in Leverkusen-Fixheide, am 23. April 1979 folgten Werkstatt und Busbetrieb. Im Gegenzug wurden die langjährigen Betriebsstellen in der Leverkusener Scharnhorststraße und in Langenfeld aufgegeben.
Im Jahr 2000 erwarb die Wupsi das private Leverkusener Busunternehmen Herweg Busbetrieb, das seitdem im regionalen Linienverkehr in Leverkusen und im Rheinisch-Bergischen Kreis für den Mutterkonzern aktiv ist. Zum 31. Mai 2016 erfolgte die Umwandlung der bisherigen Aktiengesellschaft in eine GmbH unter gleichbleibender Eigentümerschaft. Damit verbunden war die Umbenennung des Unternehmens in wupsi GmbH, da dieser Name umgangssprachlich bereits seit mehreren Jahrzehnten in Verwendung ist.
Neben dem Unternehmenssitz in Leverkusen besitzt die Wupsi heute noch einen weiteren Betriebshof in Bergisch Gladbach. Dieser wurde 1957 erbaut und im Jahr 1984 auf die heutige Größe erweitert. Von diesem Betriebshof aus wird der Betrieb im Rheinisch-Bergischen Kreis durchgeführt. Am 9. Dezember 2007 zog auch die Regionalverkehr Köln GmbH (RVK), die bis dahin einen eigenen Betriebshof unmittelbar am Bahnhof betrieben hatte, in den Betriebshof der Wupsi in der Stadt ein.
In Kürten-Weiden existiert zudem eine Wagenhalle (Busdepot) der Wupsi, in welcher einige Fahrzeuge über Nacht abgestellt werden, um die weiten Ausrückfahrten von und nach Bergisch Gladbach morgens und abends zu vermeiden. Aus diesem Grund werden auch auf dem OVAG-Betriebshof in Wipperfürth-Hämmern Fahrzeuge abgestellt.
Nachdem die Bezirksregierung Köln das private Busunternehmen Hüttebräucker im Rahmen eines Insolvenzverfahrens auf eigenen Antrag von der Betriebspflicht der Linien 251 und 253 entbunden hatte, übernahm die Wupsi den Betrieb dieser Linien zum 1. März 2020.
Zum 1. Juli 2021 übernahm die Wupsi die Linien 240 und 250 sowie Teile der Linie 255 vom Busunternehmen Kraftverkehr Gebr. Wiedenhoff. Dem vorausgegangen war ein Rechtsstreit innerhalb des Verkehrsverbundes Rhein-Sieg mit abschließender Kündigung der Verträge mit Wiedenhoff durch den Verkehrsverbund.
Seit dem Jahr 2019 erweitert die Wupsi ihr ursprüngliches Leistungsspektrum um alternative Mobilitätsangebote. Zum 1. April 2019 startete ein kommunales Fahrradverleihsystem in Leverkusen, im November desselben Jahres ein Carsharing, und im Mai 2022 ein Lastenradverleih. Seit Dezember 2022 betreibt die Wupsi auch ein On-Demand-System in Leverkusen und Odenthal. Im Mai 2023 hat das Unternehmen das erste Fahrradparkhaus der Stadt Leverkusen in Betrieb genommen.

## Fahrzeuge
Die Wupsi verfügt über 224 eigene Fahrzeuge der Hersteller MAN und Mercedes-Benz (Stand 31. Dezember 2023). In der Vergangenheit waren auch Fahrzeuge von Herstellern wie Neoplan, Solana und Büssing im Fuhrpark vertreten.
Der Fuhrpark wird im Rahmen der jährlichen Ersatzbeschaffung kontinuierlich modernisiert. Seit Ende 2009 ist die Umstellung des Fuhrparks auf Niederflurtechnik vollständig abgeschlossen. Bis Anfang 2011 wurden alle Fahrzeuge mit neuer integrierter Steuerungstechnik und GPS ausgerüstet, so dass zum 14. Juni 2011 die elektronische Ticketkontrolle über einen Scanner am Fahrscheindrucker eingeführt werden konnte. Diese ersetzte die bis dahin übliche Sichtkontrolle der Tickets durch den Fahrdienst.
Seit dem Jahr 2014 werden bei der Ersatzbeschaffung ausschließlich Fahrzeuge bestellt, die der Euro-6-Abgasnorm entsprechen. Durch die Nachrüstung von 30 älteren Fahrzeugen mit SCRT-Filteranlagen erfüllten Ende 2019 rund 83 Prozent des Fuhrparks die geforderte Stickstoffgrenze der Euro-6-Norm. Seit dem Jahr 2022 werden ausschließlich emissionsfreie Fahrzeuge angeschafft und der Fuhrpark so in den folgenden ca. 15 Jahren vollständig ausgetauscht.
Im März 2022 hat die wupsi die ersten 10 E-Busse vom Typ MAN New Lion's City 12 E angeschafft. Bis Mitte 2025 sollen weitere 46 batteriebetriebene Elektrobusse und 10 Brennstoffzellen-Hybridbusse hinzukommen. Ziel ist die vollständige Umstellung des Fuhrparks auf alternative Antriebe.

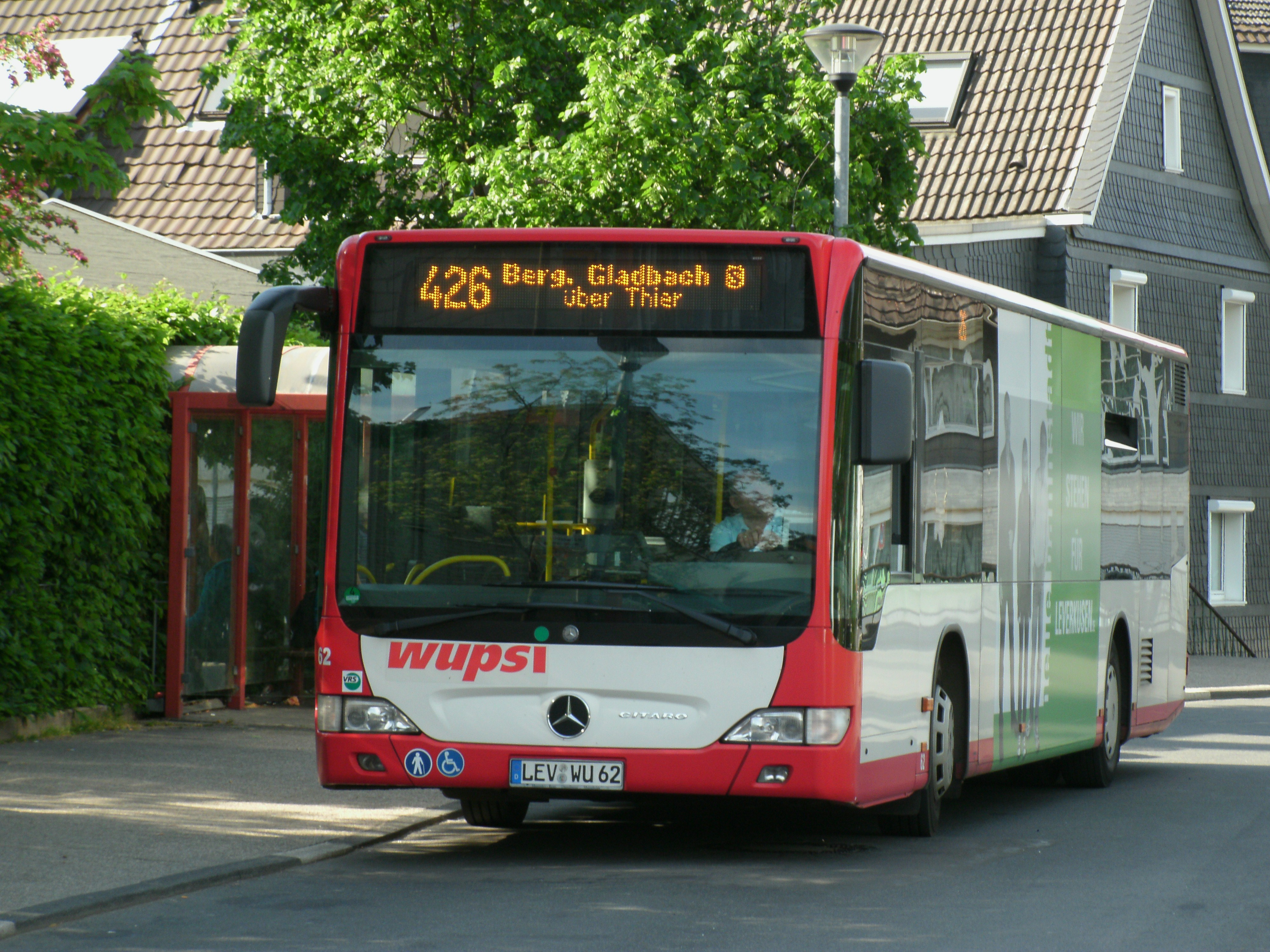
Linienbus der Wupsi in Wipperfürth Busbf.
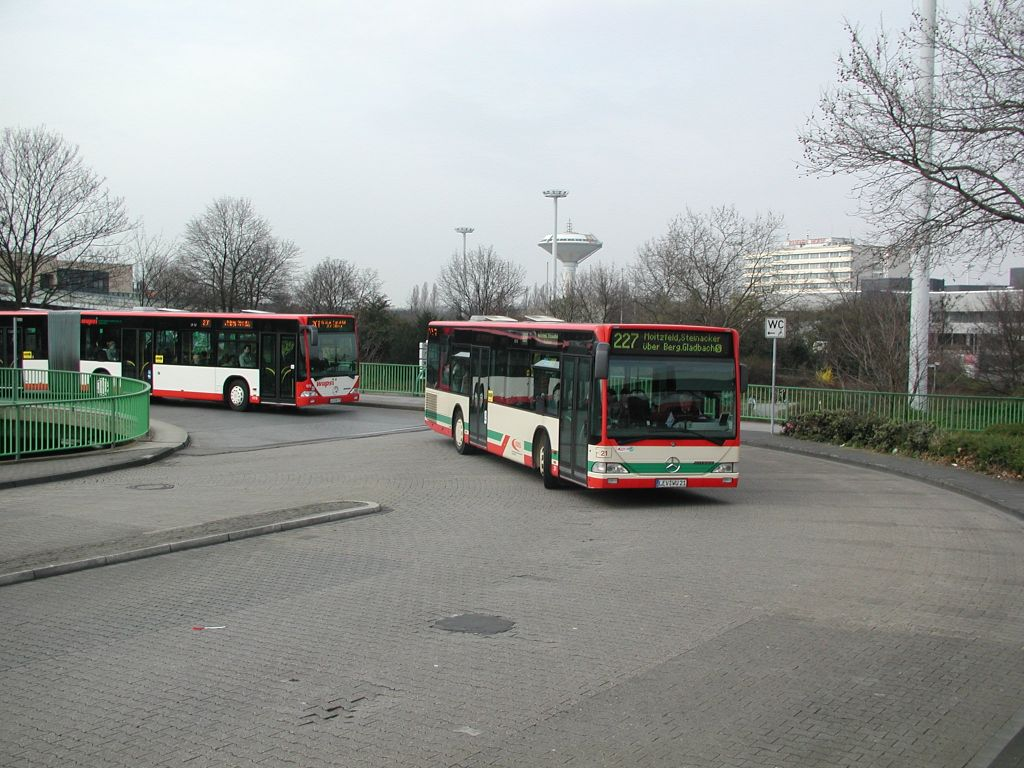
Linienbusse der KWS AG am Busbf Leverkusen-Mitte
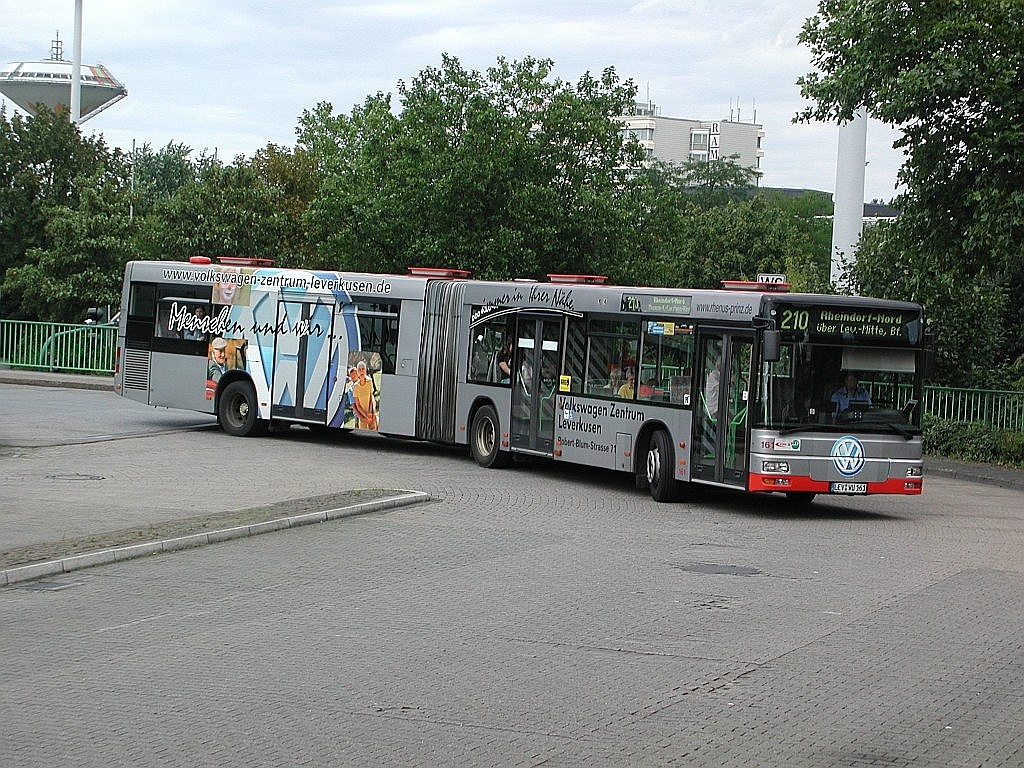
Wagen 161 mit Komplettbeklebung, Leverkusen-Mitte
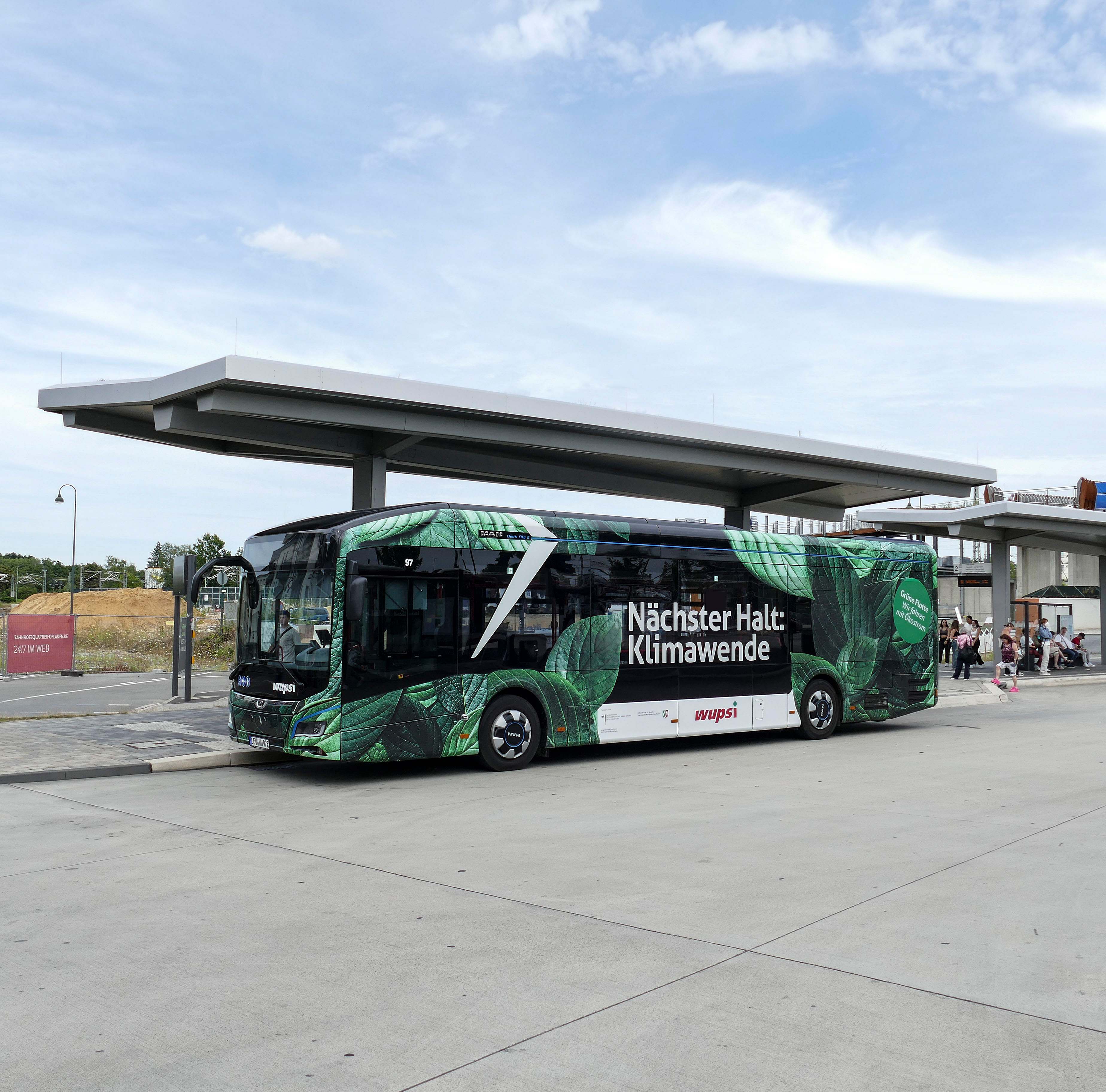
E-Bus der wupsi am Busbahnhof Lev.-Opladen.

## Verkehr
Die Wupsi betreibt große Teile des Öffentlichen Personennahverkehrs (ÖPNV) in Leverkusen und im Rheinisch-Bergischen Kreis. Das Einzugsgebiet umfasst 405 km2. Im Jahr 2023 betrug die Fahrleistung 13,5 Millionen Nutzwagen-Kilometer. Es wurden 27,15 Millionen Fahrgäste befördert. Der erwirtschaftete Jahresumsatz lag bei 39,45 Millionen Euro. Rund 25 Prozent der Verkehrsleistungen werden dabei von Subunternehmern im Auftrag der Wupsi erbracht.
Die Wupsi ist Mitglied im Verkehrsverbund Rhein-Sieg, es gelten dessen Beförderungsbedingungen und Gemeinschaftstarife. Über das Tochterunternehmen Herweg Busbetrieb GmbH ist die Wupsi auch im Bereich der Reisebusvermietung tätig.
Die vier Kundencenter der Wupsi befinden sich in Bergisch Gladbach (Busbahnhof), Leverkusen-Opladen (Busbahnhof), Leverkusen-Wiesdorf (City Point) und Leverkusen-Fixheide (Eingang Betriebshof).

## Linien
Das Liniennetz der Wupsi hat eine Gesamtlänge von 1.288 Kilometern (mit E-Linien 1.691 Kilometer) und umfasst 997 Haltestellen (Stand: 31. Dezember 2022). Zu den insgesamt 81 regulären Linien gehören auch zehn Nachtlinien und acht Schnellbuslinien.
Das Nachtliniennetz in Leverkusen gibt es seit dem Fahrplanwechsel am 13. Dezember 2002. Zum Start gab es vier Nachtlinien N21 bis N24, die 2008 um die Linie N25 ergänzt wurden. Das Nachtliniennetz im Rheinisch-Bergischen Kreis startete am 16. Juni 2008 mit den Linien N41 bis N44.
Die Schnellbuslinien auf Leverkusener Stadtgebiet sind Teil eines überarbeiteten Linienkonzeptes vom August 2019, das im Rahmen des Neubaus des Busbahnhofs in Leverkusen-Wiesdorf umgesetzt wurde. In den folgenden Jahren wurden diese durch weitere SB-Linien ergänzt, zuletzt die Linien SB26 und SB42 zum Fahrplanwechsel 2023.

Übersicht des Linienangebots (Stand 27. Juni 2025):
| Linie | Offizieller Linienweg | Taktfolge Montag – Freitag |
| ----- | --- | --- |
| 201   | Lev.-Lützenkirchen – Lev.-Opladen, Busbf. – Lev.-Mitte, Bf./(S) – Lev.-Chempark (S) und zurück                                                                                      | alle 20 Minuten (zwischen Chempark S und Opladen Bahnhof alle 10 Minuten in Kombination mit Linie 255 an Werktagen)                                                        |
| 202   | Lev.-Schlebusch, Stadtbahn – Alkenrath – Lev.-Opladen, Busbf. – Opladen, Berliner Platz – Lev.-Opladen, Villa Römer und zurück                                                      | alle 20 Minuten |
| 203   | Lev.-Im Eisholz – BayArena – Lev.-Mitte, Bf./(S) – Bürrig – Reuschenberg – Lev.-Opladen, Busbf. und zurück                                                                          | alle 60 Minuten |
| 204   | Reuschenberg – Küppersteg – Lev.-Mitte, Bf./(S) – Stegerwaldsiedlung und zurück | alle 30 Minuten |
| 205   | Lev.-Opladen, Busbf. – Neue Bahnstadt Opladen – Lützenkirchen – Steinbüchel – Schlebusch, Stadtbahn und zurück                                                                      | alle 20 Minuten |
| 206   | Lev.-Mathildenhof – Quettinger Str. – Lev.-Opladen, Busbf. – Langenfeld (S) – Langenfeld, Turnerstraße und zurück                                                                   | alle 20 Minuten |
| 207   | Lev.-Rheindorf-Nord – Küppersteg (S) – BayArena – Schlebusch – Alt Steinbüchel – Lev.-Mathildenhof und zurück                                                                       | alle 20 Minuten |
| 208   | Lev.-Wiesdorf – Lev.-Mitte, Bf./(S) – Schlebusch – Lev.-Mathildenhof und zurück | alle 20 Minuten |
| 209   | Lev.-Quettingen – Alkenrath – Manfort – Lev.-Mitte, Bf./(S) und zurück | alle 20 Minuten |
| 211   | Lev.-Rheindorf-Nord – Rheindorf (S) – Bürrig – Lev.-Mitte, Bf./(S) – Schlebusch – Lev.-Alt Steinbüchel und zurück                                                                   | alle 20 Minuten |
| 212   | Lev.-Mitte, Bf./(S) – Schlebusch – Lev.-Leimbacher Berg – Odenthal/Glöbusch – Altenberg und zurück                                                                                  | alle 60 Minuten |
| 213   | Burscheid-Hilgen – Kaltenherberg – Schnorrenberg – Lev.-Schlebusch – Museum/Karl-Carstens-Ring (nur an Schultagen)                                                                  | (nur eine Fahrt morgens) |
| 214   | Lev.-Fixheide – Alkenrath – Museum Morsbroich – K.-Adenauer-Platz – Lev.-Mitte, Bf./(S) und zurück                                                                                  | kein Taktschema |
| 215   | Lev.-Hitdorf - Rheindorf - Opladen und zurück | alle 20 Minuten |
| 222   | Bergisch Gladbach (S) – Klutstein – Schildgen – Schlebusch – BayArena – Lev.-Opladen, Busbf. und zurück                                                                             | alle 20 Minuten |
| 227   | Moitzfeld – Bensberg – Heidkamp - Berg. Gladbach (S) – Paffrath - Schildgen – Lev.-Waldsiedlung – Schlebusch - Lev.-Mitte, Bf./(S) und zurück                                       | alle 20 Minuten |
| 229   | Lev.-Lützenkirchen – Burscheid, Busbf. und zurück | alle 120 Minuten |
| 232   | Lev.-Opladen, Busbf. – Reusrath – Mehlbruch – Langenfeld, Turnerstraße und zurück (zwei Fahrten an Schultagen) sowie Langenfeld, Markt – Mehlbruch, Niederstraße (Anruf-Sammeltaxi) | alle 60 Minuten |
| 234   | Wiembachtal - Lev.-Opladen, Busbf. – Birkenberg und zurück (Taxibus) | alle 60 Minuten |
| 235   | Rundverkehr Lev.-Lützenkirchen – Quettingen – Biesenbach – Lev.-Lützenkirchen (Kleinbuslinie)                                                                                       | alle 120 Minuten |
| 236   | Lev.-Lützenkirchen – Ropenstall – Lev.-Neuboddenberg und zurück (Kleinbuslinie) | alle 60 Minuten |
| 244   | Lev.-Hitdorf, Concordiastraße – Rheindorf – Lev.-Opladen, Schule an der Wupper und zurück (nur an Schultagen)                                                                       | kein fester Takt |
| 251   | Leichlingen – Berg. Neukirchen – Opladen – Rathaus-Galerie – Chempark und zurück | einzelne Fahrten in der HVZ |
| 253   | Leichlingen – Berg.-Neukirchen – Opladen - Fixheide | alle 60 Minuten |
| 255   | K-Flittard, Chempark (S) – Leverkusen Mitte – Opladen Bus-Bf – Stoss / Leichlingen Bus-Bf                                                                                           | alle 20 Minuten |
| 257   | Leichlingen, Busbf. – Hasensprung – (Klinik Roderbirken) – Leichlingen, Bf. – Further Weg – Langenfeld, Gladbacher Str. und zurück                                                  | alle 60 Minuten |
| 278   | Leichlingen, Bahnhof - Leichlingen Busbf. - Junkersholz - (Pilgerheim Talblick (alle 60 Min)) - Metzholz - Krähwinkel - Witzhelden Mitte - Nüsenhöfen - (Hilgen (alle 60 Min.))     | alle 15 Minuten (bis Leichlingen Busbf.) alle 30 Minuten (zwischen Leichlingen Busbf. und Witzhelden Mitte) alle 60 Minuten Weiterfahrt nach Hilgen In Kooperation mit RVK |
| 426   | Bergisch Gladbach (S) – Dürscheid – Biesfeld – Kürten, Rathaus – Wipperfürth, Busbf. und zurück                                                                                     | alle 20 Minuten (Berg. Gladbach – Kürten, danach alle 60 Minuten) |
| 427   | Bergisch Gladbach (S) – Eikamp – Bechen – Weiden – (Kürten – Olpe) – Wipperfürth, Busbf. und zurück                                                                                 | alle 20 Minuten (Berg. Gladbach – Bechen, danach kein fester Takt) |
| 429   | Biesfeld – Olpe – Wipperfürth, Busbf. und Wipperfürth, Busbf. – Olpe – Eichhof | Nur einzelne Fahrten |
| 430   | Bergisch Gladbach (S) – Odenthal – Glöbusch – Blecher – Burscheid, Busbf. und zurück                                                                                                | alle 60 Minuten |
| 431   | Bergisch Gladbach (S) – Reuterstr. – Odenthal-Voiswinkel – Odenthal-Heidberg und zurück                                                                                             | alle 60 Minuten |
| 432   | Bergisch Gladbach (S) – Höffe – (Eikamp) – Neschen – Odenthal-Schmeisig und zurück                                                                                                  | kein Taktschema |
| 433   | Bergisch Gladbach (S) – Bergisch Gladbach, Reuterstr. – Odenthal, Voiswinkel – Odenthal-Küchenberg und zurück                                                                       | alle 60 Minuten |
| 434   | Bergisch Gladbach (S) – Odenthaler Str. – Odenthal – Bergisch Gladbach, Schildgen – Köln-Dünnwald - Köln-Mülheim, Wiener Platz – Köln-Mülheim, Danzierstr. und zurück               | alle 20 Minuten |
| 435   | Bergisch Gladbach (S) – Hand – Köln-Dellbrück (S) und zurück (weiter als Linie 436)                                                                                                 | alle 20 Minuten |
| 436   | Bergisch Gladbach (S) – Duckterath (S) - Gierath – Köln-Dellbrück (Stadtbahn) – Köln-Dellbrück (S) und zurück                                                                       | alle 20 Minuten |
| 437   | Bergisch Gladbach (S) – Reuterstr. – Nußbaum – Paffrath, Kombibad und zurück | alle 60 Minuten |
| 438   | Bergisch Gladbach (S) – Bergisch Gladbach, Damaschkestr. und zurück | Nur in Schwachlastzeiten (Aus- und Einrücker vom/zum Betriebshof Damaschkestr., für Fahrgäste freigegeben)                                                                 |
| 439   | Bergisch Gladbach (S) – Rommerscheid – Margaretenhöhe – Bergisch Gladbach (S) (Rundverkehr)                                                                                         | alle 60 Minuten |
| 451   | Bergisch Gladbach (S) – Finanzamt - Refrath (Stadtbahn) – Lustheide – Halbenmorgen und zurück                                                                                       | alle 30 Minuten |
| 452   | Bergisch Gladbach (S) – Finanzamt - Refrath (Stadtbahn) – Kippekausen – Frankenforst und zurück                                                                                     | alle 30 Minuten |
| 453   | Bergisch Gladbach (S) – Herkenrath – Grünenbäumchen/Oberkülheim | alle 20 Minuten, in Kooperation mit RVK |
| N20   | Nachtbus Leverkusen: Lev.-Opladen, Busbf. – Reusrath – Langenfeld (S) und zurück | alle 60 Minuten zwischen 0 Uhr und 3 Uhr |
| N21   | Nachtbus Leverkusen: Lev.-Mitte, Bf./(S) – Lev.-Opladen, Busbf. – Lützenkirchen und zurück                                                                                          | alle 60 Minuten zwischen 0 Uhr und 4 Uhr |
| N22   | Nachtbus Leverkusen: Lev.-Opladen, Busbf. – Küppersteg – BayArena – Schlebusch Stadtbahn – Alkenrath – Fixheide – Quettingen – Lev.-Opladen, Busbf.                                 | alle 60 Minuten zwischen 0 Uhr und 4 Uhr |
| N23   | Nachtbus Leverkusen: Lev.-Mitte, Bf./(S) – Bürrig – Rheindorf – Hitdorf – Rheindorf – Bürrig – Lev.-Mitte, Bf./(S)                                                                  | alle 60 Minuten zwischen 0 Uhr und 4 Uhr |
| N24   | Nachtbus Leverkusen: Lev.-Mitte, Bf./(S) – Manfort – Schlebusch – Alt Steinbüchel – Mathildenhof – Schlebusch – Manfort – Lev.-Mitte, Bf./(S)                                       | alle 60 Minuten zwischen 0 Uhr und 4 Uhr |
| N25   | Nachtbus Leverkusen/Rhein-Berg: Lev.-Opladen, Busbf. – Hilgen – Burscheid und zurück                                                                                                | alle 60 Minuten zwischen 0 Uhr und 4 Uhr |
| N41   | Nachtbus Rhein-Berg: Bergisch Gladbach (S) – Hand – Paffrath – Klutstein – Schildgen – Odenthal – Voiswinkel – Bergisch Gladbach (S)                                                | |
| N42   | Nachtbus Rhein-Berg: Bergisch Gladbach (S) – Voiswinkel – Odenthal – Blecher – Altenberg – Odenthal – Schildgen – Klutstein – Paffrath – Hand – Bergisch Gladbach (S)               | |
| N43   | Nachtbus Rhein-Berg: Bergisch Gladbach (S) – Dürscheid – Biesfeld – Kürten – Weiden – Bechen – Eikamp – Bergisch Gladbach (S)                                                       | |
| N44   | Nachtbus Rhein-Berg: Bergisch Gladbach-Refrath – Frankenforst – Bergisch Gladbach (S)                                                                                               | |
| SB20  | Lev.-Lützenkirchen – Quettingen – Lev.-Mitte, Bf./(S) und zurück | alle 20 Minuten (morgens und nachmittags alle 10 Minuten) |
| SB21  | Lev.-Rheindorf-Nord – Lev.-Mitte, Bf./(S) – Schlebusch – Alt Steinbüchel und zurück                                                                                                 | alle 20 Minuten (morgens und nachmittags alle 10 Minuten) |
| SB22  | Lev.-Mathildenhof – Leimbacher Berg – Schlebusch – Lev.-Mitte, Bf./(S) und zurück                                                                                                   | alle 20 Minuten |
| SB23  | Lev.-Mitte, Bf./(S) – Rheindorf – Hitdorf – Monheim, Busbf. und zurück | alle 20 Minuten |
| SB24  | Leverkusen Mitte - Lev.-Opladen, Busbf. – Burscheid – Hilgen - Wermelskirchen und zurück                                                                                            | Leverkusen - Hilgen alle 20 Minuten, alle 60 Minuten weiter bis Wermelskirchen                                                                                             |
| SB25  | Köln, Breslauer Platz/Hbf – Leverkusen Mitte – Opladen Bus-Bf – Leichlingen Bus-Bf – Solingen, Graf-Wilhelm-Platz                                                                   | alle 60 Minuten (zwischen Leverkusen und Leichlingen alle 30 Minuten Mo.–Fr.)                                                                                              |
| SB26  | Opladen Busbf. - Technische Hochschule - Benzstr. - Graf-Galen-Platz - Am Gesundheitspark - Am Telegraf - Schlebusch Stadtbahn                                                      | alle 30 Minuten |
| SB42  | Odenthal, Schule - Osenau-Süd - Hummelsheim - Schlebusch, Post - Finanzamt/Manfort Bf - LEV-Mitte S                                                                                 | kein Taktschema |

Darüber hinaus ergänzen 29 E-Linien (Einsatzlinien) (Stand: 11. Dezember 2023), spezielle Verstärkerlinien in den Hauptverkehrszeiten, sowie 16 Schulbuslinien in Kürten (Stand: 11. Dezember 2023) am Morgen und nachmittags das Angebot und sorgen vor allem für eine Anbindung des gesamten Bedienungsgebietes (inkl. ländlicher Regionen) an die großen Schulzentren. Auf den Hauptverkehrsachsen entlasten E-Linien in den Spitzenzeiten zudem den regulären Linienverkehr. 

### Ehemalige Linien
Das Leistungsangebot im ÖPNV wird regelmäßig an die sich verändernde Nachfragesituation angepasst. Durch die Einstellung einzelner Linien können so Lücken in der Nummerierungsreihenfolge des Liniennetzes entstehen. So wurde aufgrund stetig zurückgehender Nachfrage und der Existenz von Alternativangeboten der Verkehr von und zum heutigen Chempark in Leverkusen in den letzten Jahren stetig ausgedünnt, einzelne Zubringerlinien ganz eingestellt; so die Linie 216, die einst von Odenthal-Blecher über Neuboddenberg und Schlebusch zum Bayerwerk fuhr, und die Linie 218, die von Im Eisholz in Küppersteg zum Bayerwerk verkehrte. Die Linie 226 stellte von der Opladener Stauffenbergstraße aus die Anbindung von Quettingen, Fixheide und Alkenrath an das Bayerwerk sicher. Die Linie 227 existiert noch, wobei hier die Durchbindung zum Bayerwerk (in der HVZ) entfiel. Bei damaligen Linie 220 (heute SB20) wurden die Rückfahrten gestrichen, so dass sie nur noch morgens ihre Fahrgäste ohne Umstieg zum Bayerwerk befördert, während diese nachmittags umsteigen müssen. Auch am Wochenende wurde das Angebot ausgedünnt. Die Linie 201 ist am Wochenende mittlerweile neben der Linie SB25 die einzige Linie, die Leverkusen-Mitte mit den Bayerwerken verbindet. Weitere eingestellte Linien der Wupsi sind etwa die 219 (Monheim, Landwirtschaftszentrum – Leverkusen Mitte Bf), 234 (Leichlingen – Langenfeld), 235 (Leichlingen – Leverkusen-Rheindorf) und 243 (Leverkusen-Hitdorf – Langenfeld S).
Als Folge der kommunalen Gebietsreform in Nordrhein-Westfalen gab die Wupsi am 25. September 1977 im Rahmen der Neuordnung der Linienrechte im Bergischen Land rund 24 Prozent ihres bestehenden Liniennetzes ab, vorwiegend an die Oberbergische Verkehrsgesellschaft (OVAG). Einige bestehende Buslinien wurden dabei gekürzt oder ganz gestrichen. Die ehemalige Verkehrsverbindung 021 von Lüdenscheid über Halver und Wipperfürth nach Bergisch Gladbach und Köln wurde so auf die Relation Wipperfürth – Köln gekürzt. Erst zum Fahrplanwechsel 1987 wurde diese nun mit der Liniennummer 426 geführte Verbindung auf Wipperfürth – Bergisch Gladbach gekürzt. Ebenfalls wurde die Verbindung Wipperfürth – Rönsahl – Kiespe – Lüdenscheid im Zuge der kommunalen Neugliederung gestrichen. Die Verkehrsverbindung 428 wurde auf der Relation Bergisch Gladbach – Lindlar noch einige Jahre in verkürzter Form von der Wupsi betrieben, bevor sie dann als Linie 335 von der OVAG auf ihrer alten Länge Bergisch Gladbach – Lindlar – Frielingsdorf weitergeführt wurde.
Außerdem betrieb die Wupsi zusammen mit der RVK seit August 2023 die Bergische Schnellbuslinie X24 zwischen Wermelskirchen und dem Bahnhof Leverkusen-Mitte, zwischen Burscheid und Leverkusen mit Linienweg über die Autobahnen BAB 1 und BAB 3. Diese Verbindung wurde am 13. April 2025 eingestellt und durch die zuvor verkehrende Linie SB24 ersetzt und alle 60 Minuten nach Wermelskirchen durchgebunden.

## Streik
Am 9. Januar 2004 traten 50 Mitarbeiter der Herweg-Busbetrieb GmbH, einer Tochter der KWS, in einen Streik gegen Niedriglöhne. Dieser Streik dauerte bis zum 8. Februar 2005, also 396 Tage, und ist damit einer der längsten Streiks in der Geschichte Deutschlands. Er endete mit dem Abschluss eines Haustarifvertrages.